# Jowon-dong, Suwon
Jowon-dong (koreanska: 조원동) är en stadsdel i staden Suwon i  provinsen Gyeonggi i den nordvästra delen av Sydkorea, 30 km söder om huvudstaden Seoul. Den ligger i stadsdistriktet Jangan-gu.

## Indelning
Administrativt är Jowon-dong indelat i:
| Namn    | Namn             | Yta km² | Invånare 31 dec 2020 |
| ------- | ---------------- | ------- | -------------------- |
| 조원1동 | Jowon 1(il)-dong | 1,84    | 29 117               |
| 조원2동 | Jowon 2(i)-dong  | 1,05    | 19 167               |